# Druga podobizna w alabastrze
Druga podobizna w alabastrze – mikropowieść fantastyczna Marka S. Huberatha, wydana w 1997 r. w zbiorze Druga podobizna w alabastrze w wydawnictwie Zysk i S-ka. Otrzymała Nagrodę im. Janusza A. Zajdla dla najlepszej powieści w 1997 r. Była to druga Nagroda im. Janusza A. Zajdla dla Marka S. Huberatha, pierwszą otrzymał w kategorii najlepszego opowiadania w 1991 r.

## Fabuła
Mikropowieść Druga podobizna w alabastrze to historia alternatywna, opisująca świat, w którym cesarstwo rzymskie nie upadło, lecz rozwinęło się w wielki, złożony twór o granicach zbliżonych do imperium Aleksandra Wielkiego. Imperialny śledczy Adalgirk zostaje wysłany do prowincjonalnej, północnej tetrarchii, by tam zbadać zarzuty niegospodarności. Odkrywa jednak coś więcej... Autor nie tylko tworzy fascynujący obraz historii innej niż nasza, ale zarysowuje trudną teologię bez Zbawiciela.

Gdy powrócili do Fortens Primus, Adalgirk w samotności swej komnaty zabrał się do raportu dla Columbansa. Lapidarne słowa ułożyły się same:
„Ultum prowadzi prace wydobywcze. Huta i kuźnia mieszczą się zbyt wysoko w dolinie. Dlatego transport drewna opałowego jest niepotrzebnie kosztowny. Tak właśnie powstaje marnotrawstwo Ultum, a przykładów jego podam więcej...”

## Informacje wydawnicze
- ISBN 83-7150-266-4
- stron: 218 (cały zbiór)
- Oprawa: miękka
- Wymiary: 125×193 mm